# Glauco Pellegrini
Glauco Pellegrini (Siena, 14 gennaio 1919 – Roma, 21 luglio 1991) è stato un regista e sceneggiatore italiano.

## Biografia
Nasce a Siena ma è veneziano di adozione (la sua famiglia di origine veneziana era profuga nel capoluogo toscano quando nasce nel 1919). Nel corso della sua carriera, Pellegrini cercherà spesso di far emergere la sua spiccata simpatia per la città veneta nella quale vive ininterrottamente sino al 1940. Inizia come giornalista ma la sua creatività lo porta a divenire ben presto autore di testi radiofonici e teatrali. Frequenta, divenendone amico, Francesco Pasinetti che lo aiuta a intraprendere la carriera di regista soprattutto di documentari che, dal 1942 al 1951, dirige in numero elevato (Venezia insorge, Prigionieri del golgo, Arquà Petrarca, L'esperienza del cubismo, Lo scultore Manzù, Dove nasce il Piave, Ceramiche umbre - primo documentario e film italiano a colori del 1949 - ecc.) spesso collaborando insieme al vittoriese Giuseppe Taffarel e al bellunese Rodolfo Sonego, venendo spesso premiato con riconoscimenti nazionali e internazionali.
Il suo esordio nel cinema avviene nel 1944 quando a Venezia, nella neonata industria cinematografica di Salò, viene chiamato a scrivere soggetto e sceneggiatura per il film La buona fortuna di Fernando Cerchio, di cui sarà anche aiuto regista, proseguendo poi nel dopoguerra sceneggiando  Tombolo, paradiso nero, per la regia di Giorgio Ferroni. Il suo primo lungometraggio è Ombre sul Canal Grande del 1951 scritto insieme al suo amico e collaboratore sceneggiatore Rodolfo Sonego. Questo film, interamente girato in una Venezia insolita e a cupa, mescola cronaca nera, noir e denuncia sferzante verso una borghesia ipocrita e decadente.
Dopo quest'opera prima, sicuramente la più interessante, firma alcuni film minori, come Gli uomini, che mascalzoni!, remake del 1953 dell'omonimo film di Mario Camerini, Sinfonia d'amore del 1954 e L'amore più bello del 1956. Compie anche un'insolita esperienza: nel 1962 dirige Capriccio italiano, girato nella Germania Est, dove negli studi berlinesi ricostruisce interamente una Venezia goldoniana. Riprende l'attività di documentarista nel 1958 (Il carbone dei poveri, Una giornata nel golfo, Ritratto di Alberto Sughi, ecc.) e diviene insegnante di regia al Centro Sperimentale di Cinematografia sino al 1990.
Affronta anche l'esperienza della regia sia teatrale che lirica, lavorando anche per la televisione. Promotore della rivista "Film Rivista Quotidiano"  e collaboratore del "Filmlexicon degli autori e delle opere", è tra i fondatori dell'Associazione nazionale autori cinematografici (ANAC). Nel 1967, insieme all'amico Mario Verdone, per la casa editrice Bianco & Nero (Roma), pubblica il libro Colonna sonora. Viaggio attraverso la musica del cinema italiano. 
Attivo anche nel mondo della politica, diventa membro della commissione culturale del PCI per conto del quale dirige svariati documentari, il più famoso di questi sicuramente quello sulla vita di Palmiro Togliatti (14 luglio), proiettato in occasione del ritorno in pubblico del leader comunista dopo l'attentato di cui fu vittima, alla festa de L'Unità di Roma nel settembre 1948.

## Filmografia

### Sceneggiatore
- La buona fortuna, regia di Fernando Cerchio (1944)
- Inquietudine, regia di Vittorio Carpignano ed Emilio Cordero (1946)
- Tombolo, paradiso nero, regia di Giorgio Ferroni (1947)
- I contrabbandieri del mare, regia di Roberto Bianchi Montero (1948)
- Vivere a sbafo, regia di Giorgio Ferroni (1949)
- Il monello della strada, regia di Carlo Borghesio (1950)
- Ombre sul Canal Grande (1951)
- Puccini, regia di Carmine Gallone (1953)
- Gli uomini, che mascalzoni! (1953)
- Ivan, il figlio del diavolo bianco, regia di Guido Brignone (1953)
- Il momento più bello, regia di Luciano Emmer (1956)
- L'uomo dai calzoni corti (1958)
- Italienisches Capriccio (1962)

### Regista
- Ombre sul Canal Grande (1951)
- Gli uomini, che mascalzoni! (1953)
- L'amore romantico, episodio del film Amori di mezzo secolo (1954) co-diretto con Mario Chiari, Pietro Germi, Roberto Rossellini e Antonio Pietrangeli
- Sinfonia d'amore  (1954)
- Una pelliccia di visone (1956)
- L'uomo dai calzoni corti (1958)
- Italienisches Capriccio (1962)